# Gustav Gieselbusch

Gustav Gieselbusch

Gustav Gieselbusch (* 2. Mai 1872 in Berlin; † 5. Oktober 1922 in Hamburg) war ein baptistischer Geistlicher und Direktor des Baptistischen Predigerseminars in Hamburg-Horn. Unter seiner Leitung wurde das Seminargebäude erheblich erweitert. Gieselbusch war vor allem durch seine zahlreichen Schriften und Zeitschriftenartikel für den inneren und äußeren Aufbau des deutschen Baptismus von Bedeutung. 

## Leben

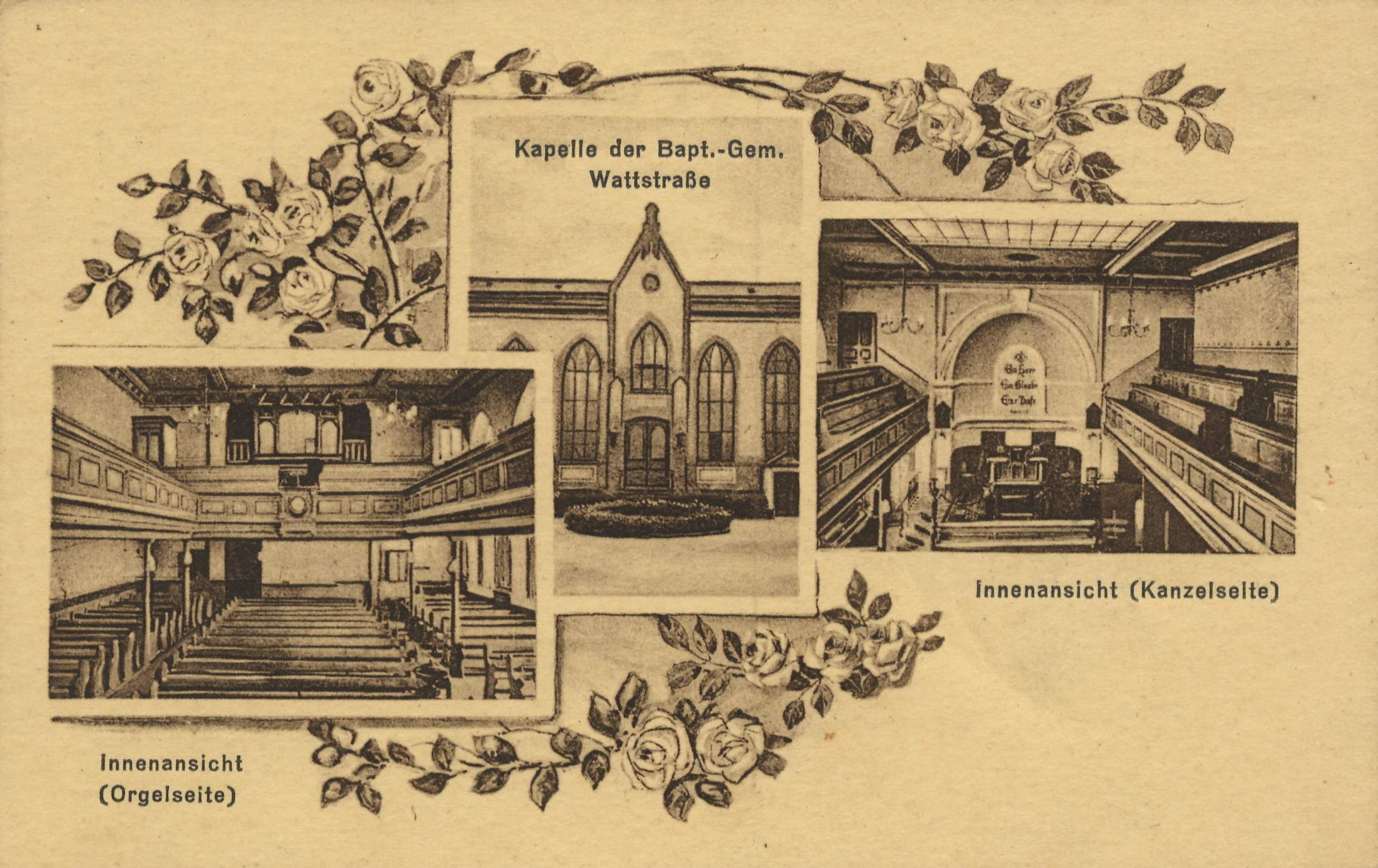
Baptistenkapelle Wattstraße, Berlin

Predigerseminar Hamburg-Horn um 1914

Nach seiner schulischen Ausbildung und einer kaufmännischen Lehre immatrikulierte sich Gustav Gieselbusch an der Berliner Universität und studierte Evangelische Theologie. Zu seinen Lehrern gehörte unter anderem der Kirchengeschichtler Adolf von Harnack. Als Mitglied einer Baptistengemeinde wurde es ihm allerdings verwehrt, das Studium mit dem damals ausschließlich üblichen landeskirchlichen Examen abzuschließen. Gieselbusch trat als Kaufmann in das väterliche Geschäft ein und versah ab 1899 neben seiner beruflichen Tätigkeit den Pastorendienst in der Baptistengemeinde Berlin, Wattstraße. 1910 wurde er als Nachfolger Eduard Scheves zum Pastor der baptistischen Bethelgemeinde Berlin, Gubener Straße 11 berufen und blieb in diesem Amt bis 1914. Als Mitherausgeber des Hülfsboten, einer theologischen Zeitschrift für haupt- und ehrenamtliche Mitarbeiter der deutschen Baptisten, fungierte Gustav Gieselbusch von 1900 bis 1911.
Im Juli 1914, wenige Wochen vor Ausbruch des Ersten Weltkriegs, wurde Gieselbusch zum Direktor des Hamburg-Horner Predigerseminars der deutschen Baptisten berufen. Kurz nach seinem Amtsantritt erhielten die meisten Horner Seminaristen ihre Einberufungsbefehle. Der Lehrbetrieb konnte nur noch eingeschränkt stattfinden, zumal kurz nach Beginn des Wintersemesters auch Lehrkräfte zum Militärdienst eingezogen wurden. Trotz der Kriegsereignisse wurde unter dem Direktorat Gieselbuschs der begonnene Erweiterungsbau des Predigerseminars 1915 vollendet. Der Lehrbetrieb musste jedoch ab Juli 1916 gänzlich eingestellt werden, da nur noch maximal zehn Studierende am Unterricht teilnahmen. Noch im September desselben Jahres erhielt Gustav Gieselbusch seine Einberufung als Etappen-Offizier und kehrte 1918 schwer erkrankt aus dem Weltkrieg zurück. Am 8. Januar 1919 wurde das Predigerseminar wieder eröffnet. Rückblickend auf das erste Nachkriegsjahr schrieb Gieselbusch in einem Jahresbericht: „Wie arg sich die Verhältnisse in unserem deutschen Vaterland gewandelt haben, machte sich uns an zwei Tagen vor allem eindrücklich: einmal am 27. Januar [1919], den wir entgegen früherer Gewohnheit und noch lebendigem Wunsch mussten vorüber gehen lassen, ohne des Kaisers zu gedenken, den nun im Unglück feindlicher Hass und völkischer Unverstand verfolgt, und am 1. Mai, an dem auf das Gebot der neuen Machthaber im Volksstaat Hamburgs das Revolutionsfest durch Ausfall des Unterrichts gefeiert wurde. [...] Dennoch haben wir, dem Gebot der Schrift getreu, uns der neuen Regierung, nachdem sie durch Volkswahl bestätigt war, willig untergeordnet.“
Die letzten Dienst- und Lebensjahre Gustav Gieselbuschs standen unter dem Schatten einer schweren Erkrankung, die er sich während des Ersten Weltkrieges zugezogen hatte und an deren Folgen er 1922 starb.

### Bedeutung
Auch wenn Gieselbuschs Lebenswerk „aufgrund seines frühen Todes fragmentarisch blieb“, darf sein Einfluss auf den deutschen Baptismus nicht unterschätzt werden. Durch seine zahlreichen Veröffentlichungen im Hülfsboten zu konkreten Fragen des praktischen Gemeindelebens wirkte er nachhaltig als Erneuerer des Gemeindeaufbaus in der dritten Generation seiner Freikirche. Besonders zu erwähnen ist in diesem Zusammenhang sein Engagement für den Dienst der Frau im Gemeindeaufbau. Identitätsstiftend wirkte insbesondere unter baptistischen Jugendlichen und jungen Erwachsenen seine Schrift Warum wir Baptisten sind. Weitere Bedeutung erlangte er unter anderem dadurch, dass er baptistische Theologie auf überkonfessionellen und internationalen Kongressen vertrat. Auch auf dem ersten europäischen Baptisten-Kongress in Berlin 1908 hielt er wichtige Vorträge: „Entwicklung und Stand des Baptismus in Deutschland“ (Offizieller Bericht, 130–142) sowie „Der Baptismus und die moderne Weltanschauung“, (290–294); außerdem stellte er die Wirkung des Kongresses in der Presse dar (371–382).

### Familie
Gustav Gieselbusch war seit 1897 verheiratet mit Berta Gieselbusch (1875–1956), Tochter des Baptistenpastors Eduard Scheve. Nach dem frühen Tod ihres Ehemannes verdiente sie als Aufsichtsbeamtin in einer Banknotendruckerei den Lebensunterhalt der Familie. Sie gilt unter anderem als die Mitbegründerin des Frauendienstes des Bundes Evangelisch-Freikirchlicher Gemeinden (Baptisten). Von 1929 bis 1942 war sie auch dessen Vorsitzende. Aus der Ehe mit Berta Gieselbusch ging Hermann Gieselbusch (1899–1976) hervor, der in den 1950er Jahren leitende Funktionen im Evangelisch-Freikirchlichen Gemeindebund innehatte.

## Schriften in Auswahl
- Warum wir Baptisten sind? – Eine Gewissensfrage. Für unsere Jugend aus der Geschichte bearbeitet, Cassel 1922.
- Wir aber hoffeten ...!, Cassel 1919.
- Wie heilig ist diese Stätte! Geschichte der Baptistengemeinde Bethel zu Berlin. 1887 - 1912. Der Gemeinde zu ihrer Jubelfeier dargeboten. Verlag Bethel: Berlin 1912
- Gemeinschaftsbewegung und Freikirche, in: Zeitschrift Der Hilfsbote, 1911, S. 139ff.
- Modernes Täufertum und religiöser Fortschritt, in: Fünfter Weltkongress für freies Christentum und religiöser Fortschritt. Berlin 5. bis 10. August 1910. Protokoll der Verhandlungen, 2. Band, Berlin-Schöneberg 1911 (hrsg. von Max Fischer und Friedrich Michael Schiele), S. 650–663.
- Die Religiösen Gemeinschaften der Mennoniten, Baptisten, Theosophen, Evangelischen Gemeinschaft und Methodisten. Fünf Vorträge gehalten von D.J.G. Appeldoorn, Gustav Gieselbusch, J.Th. Heller, R. Kücklich und P. Gustav Junker beim 5. Weltkongress für Freies Christentum und religiösen Fortschritt, Berlin 1910,  Berlin-Schöneberg 1911.
- Die Notwendigkeit und Bedeutung des Frauendienstes in der Gemeinde, 1909.
- Das neue Glaubensbekenntnis der deutschen Baptisten, in: Zeitschrift Der Hülfsbote 29, 1909, 124–132.
- Artikel Spurgeon, Charles Haddon, in: Realenzyklopädie, Band 18,  3. Auflage, 1906, S. 607ff
- Zur Einzelkelchbewegung, in: Der Hülfsbote, 24. Jahrgang, 1904, S. 213–219.